# Saint-Michel (Gers)
Saint-Michel è un comune francese di 272 abitanti situato nel dipartimento del Gers nella regione dell'Occitania.

## Società

### Evoluzione demografica
Abitanti censiti